# Holothuria pervicax
Holothurie têtue
Espèce
Statut de conservation UICN

 LC  : Préoccupation mineure
Holothuria (Stauropora) pervicax, communément appelé Holothurie têtue, est une espèce de concombres de mer de la famille des Holothuriidae.

## Description
C'est une holothurie d'aspect caractéristique, avec un corps allongé en cylindre (parfois légèrement aplati sur la face ventrale), arrondi aux deux extrémités et légèrement effilé vers l'arrière. Cette holothurie peut mesurer jusqu'à 35 cm de long. La surface dorsale (appelée « bivium ») est beige à brun clair, avec des nuances rosées et quatre à six bandes sombres transversales ; la peau est hérissée de petites granulosités blanches ainsi que de verrucosités rougeâtres à bout sombre, dont sortent des papilles blanches. La face ventrale, claire, (« trivium ») est couverte de podia blancs, qui sont plus gros sur la face ventrale (où ils sont équipés de ventouses blanches et disposés en rangées). Vingt tentacules buccaux rayonnent autour de la bouche, ventrale, et l'anus terminal est entouré d'un anneau noir marqué de blanc. Quand elle se sent menacée, cette espèce émet des tubes de Cuvier,.

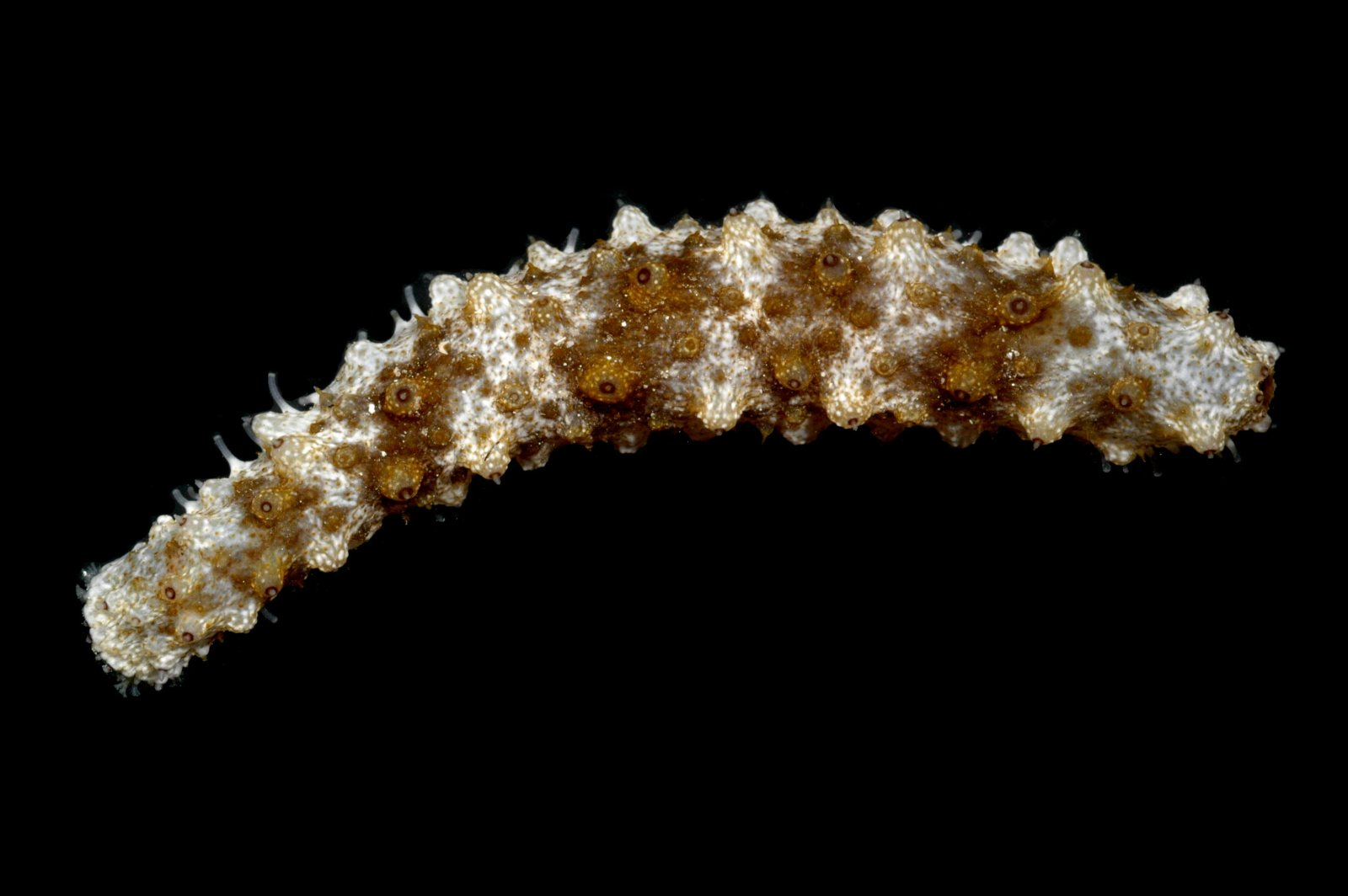
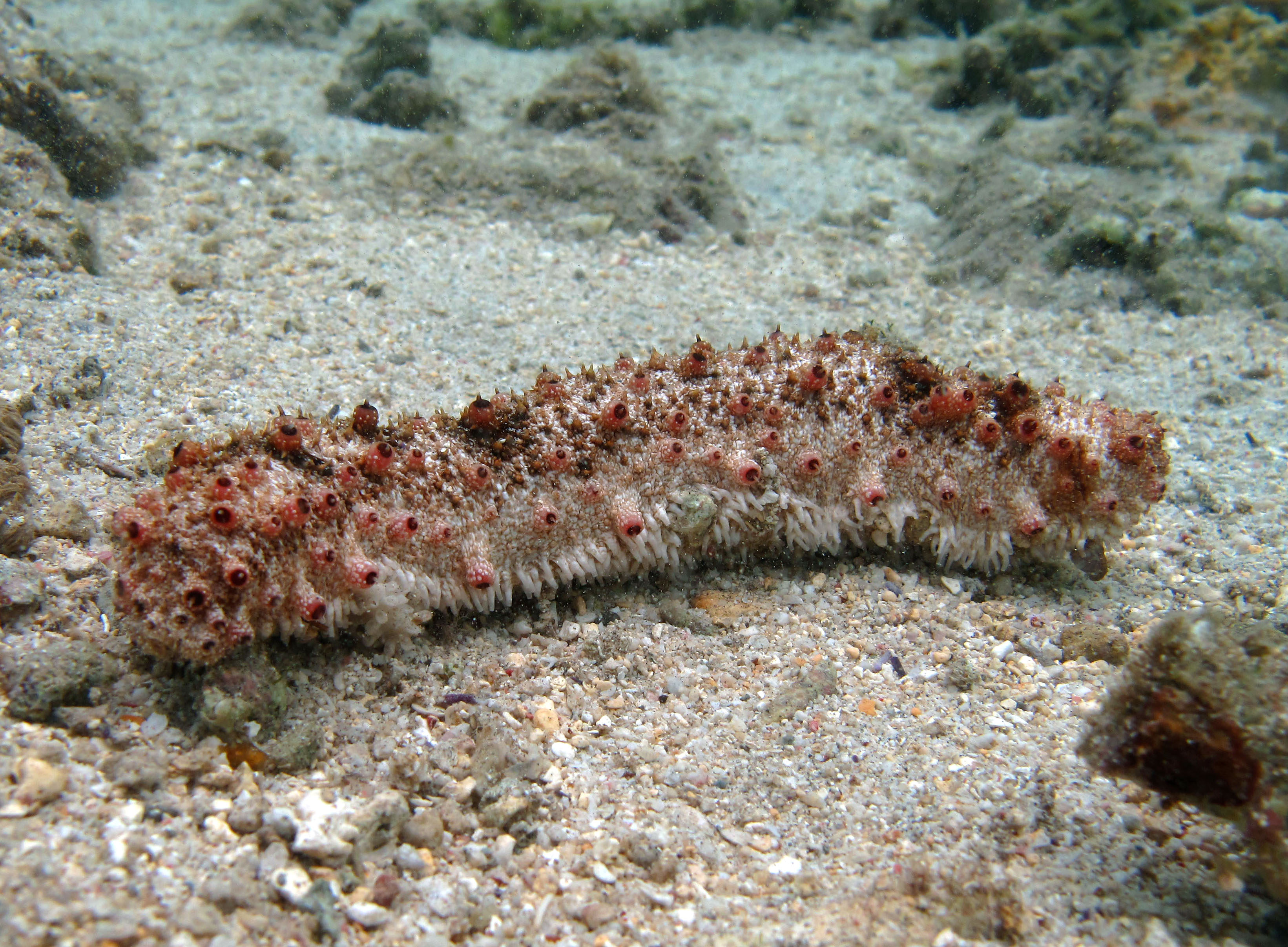
Holothurie têtue à La Réunion.
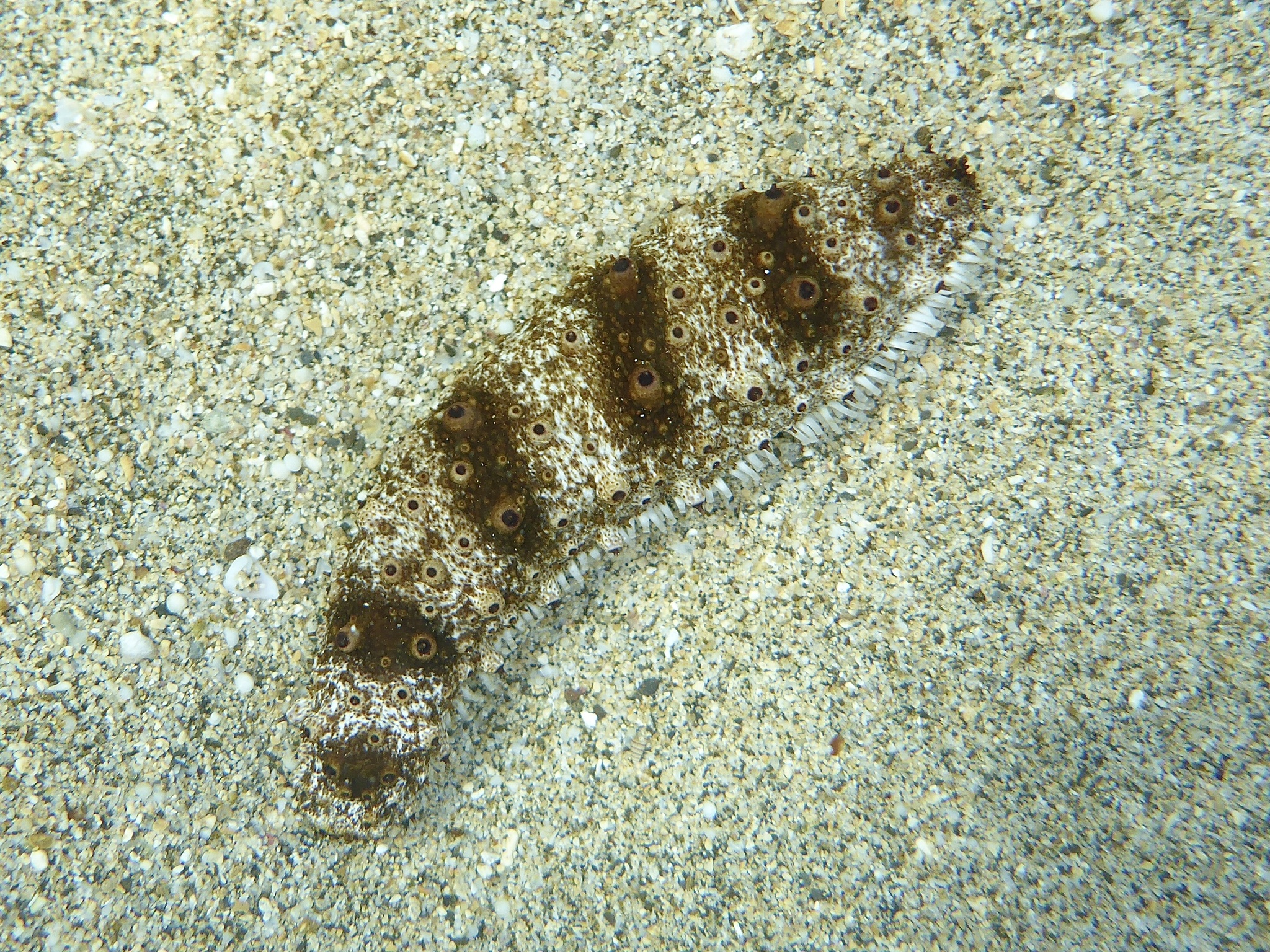
Spécimen à Hawaii, qui montre les longs podia densément implantés.
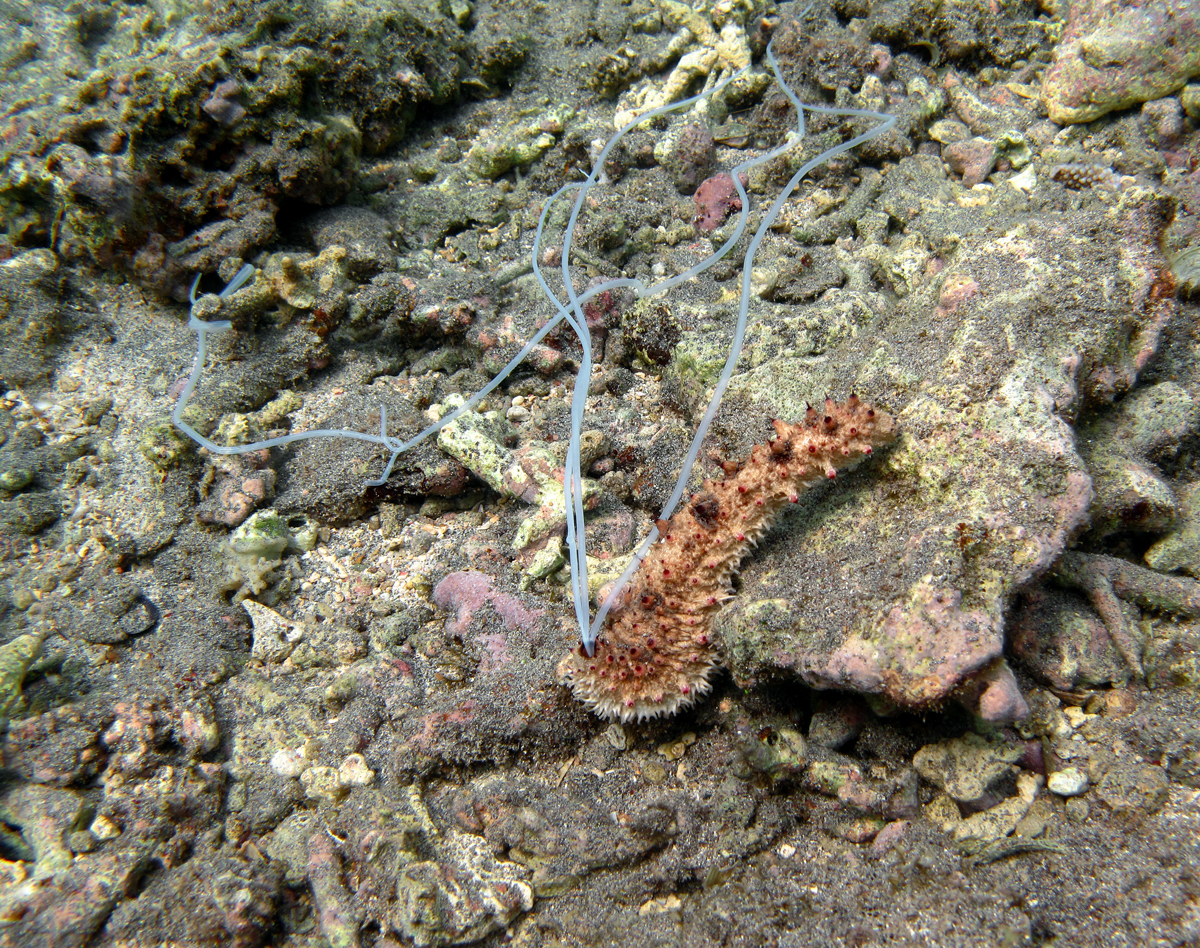
Une holothurie têtue émettant ses tubes de Cuvier.

Cette espèce est très difficile à distinguer de sa proche congénère Holothuria fuscocinerea, qui s'en différencie essentiellement par un patron de coloration plus terne et moins régulier, et surtout des podia ventraux cerclés de noir. 

## Habitat et répartition
Cette espèce est largement répartie dans le bassin Indo-Pacifique tropical ainsi qu'en Mer Rouge, et jusqu'à Hawaï. Espèce benthique, on la trouve posée sur le fond, principalement dans les lagons calmes, sur fonds sableux peu profonds (entre 0 et 20 m de profondeur).

## Écologie et comportement

### Alimentation
Comme toutes les holothuries de son ordre, cette espèce se nourrit en ingérant le substrat sableux, qu'elle trie grossièrement et porte à sa bouche à l'aide de ses tentacules buccaux pour en digérer les particules organiques (détritivore et dépositivore).

### Reproduction
La reproduction est sexuée, et la fécondation a lieu en pleine eau après émission synchronisée des gamètes mâles et femelles (les holothuries adoptent alors une position érigée caractéristique). La larve évolue parmi le plancton pendant quelques semaines avant de se fixer pour entamer sa métamorphose.